# 威廉·肯尼迪·迪克森
威廉·肯尼迪·劳里·迪克森（英語：William Kennedy Laurie Dickson，1860年8月3日—1935年9月28日），法国-苏格兰人，发明家，在托马斯·爱迪生的公司研制出电影摄像机和活动电影放映机。

## 电影改革者
迪克森发明的活动电影放映机的机器被封装在一个木质的橱柜中，19毫米宽的胶片绕一组轮轴运转。胶片边上有一排穿孔，由电力驱动的齿轮带动胶片，靠近一个放大的镜头连续传动。一个电灯在胶片的后方，将圆形的图像投射到镜头上，从那里传到一个位于橱柜上方的窥孔。实际上，愛迪生没有看到这项奇妙的发明的价值，只是认为可以和他的留声机配合到一起。
1893年开始，胶片宽度从原来的18毫米改为35毫米，作为电影的标准，直到今天。
1894年底到1895年初，迪克森成为活动电影放映机展览公司（Kinetoscope Exhibition Company）的顾问，公司的主要创办者是奥特韦（Otway）和格雷·莱瑟姆（Grey Latham）兄弟和他们的父亲伍德维尔·莱瑟姆（Woodville Latham）。他们看到了电影放映机的前景，雇佣前爱迪生的员工欧仁·奥古斯丁·洛斯特（Eugene Lauste）为他们服务。1895年4月，迪克森离开爱迪生的公司加入了莱瑟姆公司。他与劳斯特一起，开发了“Latham loop”，使系统可以放映比以前长得多的胶片。
1897年，迪克森到英国定居。

## 著作
- 《The Biograph in Battle》（Flicks Books, 英国，1995年重印）
- 《A Brief History of the Kinetograph, the Kinetoscope and the Kinetophonograph》（SMPTE Journal，第21期，1933年12月)
- 《An Authentic Life of Edison. The Life and Inventions of Thomas Alva Edison.》（与Antonio Dickson合著，共8卷，New-York. Thomas Y. Crowell & Co，1894年出版）

## 脚注和参考资料
1. ↑  《Born of a French mother and Scottish father》 （页面存档备份，存于），于2008年2月14日查阅。
2. ↑  《William Dickson, Scottish inventor and photographer》 （页面存档备份，存于），于2008年2月14日查阅。
3. ↑  Robinson, 第33页。

- Robinson, David （1997年），《From Peepshow to Palace: The Birth of American Film》（从窥视孔到宫殿：美国电影的诞生），纽约和彻斯特：Columbia University Press，ISBN 0-231-10338-7。